# Prix Exbury
Groupe III
Le Prix Exbury est une course hippique de plat catégorisée groupe III disputée annuellement sur l'hippodrome de Saint-Cloud. C'est une épreuve ouverte aux chevaux de quatre ans et plus, se déroulant sur la distance de 2000 mètres. Première course de groupe de l'année en France, elle a été remportée par des champions tels que Urban Sea, Djebel, Exbury ou encore Aquarelliste.

## Histoire
D'abord nommée d'après un cheval de course des années 1870, le Prix Boiard se dispute pour la première fois en 1891 sur les 2000 mètres de l'hippodrome de Maisons-Laffite. Baptisée un temps Prix Eugène Adam, la course a lieu sur plusieurs hippodromes avant de déménager une dernière fois sur l'hippodrome de Saint-Cloud en 1946, et prendre sa terminologie finale en 1969. la course a été remportée par plusieurs champions tels que Djebel en 1941 et 1942, Exbury en 1963, Urban Sea en 1993 ou Aquarelliste en 2003. 
Le Prix Exbury est la première course de niveau groupe de l'année hippique de plat en France, et la deuxième en Europe après le Winter Derby de Lingfield. La course sert notamment d'épreuve préparatoire au Prix Ganay.

## Records
Cheval ayant remporté le plus de fois la course (2 victoires) :
- Fourire – 1899, 1900
- Macdonald II – 1904, 1905
- Djebel – 1941, 1942
- Un Gaillard – 1943, 1944
- Yaxilio – 1970, 1971
- Mister Sic Top – 1972, 1973
- Chinchon – 2010, 2012
- Haya Zark – 2023, 2024

Jockey ayant remporté le plus de fois la course (7 victoires) :
- Olivier Peslier – Matarun (1994), Gunboat Diplomacy (1996), Nero Zilzal (1997), Loup Sauvage (1998), Court Canibal (2009), Polytechnicien (2011), Chinchon (2012)

Entraîneur ayant remporté le plus de fois la course (10 victoires) :
- André Fabre – Al Nasr (1982), Imyar (1983), Mille Balles (1984), Village Star (1987), Tuesday's Special (1995), Loup Sauvage (1998), Polish Summer (2004), Polytechnicien (2011), Cloth of Stars (2017), Soleil Marin (2019)

Propriétaire ayant remporté le plus de fois la course (7 victoires) :
- Écurie Marcel Boussac – Goyescas (1933), Goya II (1940), Djebel (1941, 1942), Ardan (1945), Goyama (1947), Nirgal (1948)

Étalon dont les produits ont remporté le plus de fois la course (3 victoires) :
- Tourbillon – Goya II (1940), Djebel (1941, 1942)

## Palmarès
| Année | Vainqueur                                        | Pays                                             | Père                                             | Jockey                                           | Entraîneur                                       | Propriétaire                                     | Temps                                            |
| ----- | ------------------------------------------------ | ------------------------------------------------ | ------------------------------------------------ | ------------------------------------------------ | ------------------------------------------------ | ------------------------------------------------ | ------------------------------------------------ |
| 2025  | Maps of Stars                                    | France                                           | Sea The Stars                                    | James Doyle                                      | Francis-H. Graffard                              | Wathnan Racing                                   | 2'12"39                                          |
| 2024  | Haya Zark                                        | France                                           | Zarak                                            | Christophe Soumillon                             | Adrien Fouassier                                 | Odette Fau                                       | 2'25"22                                          |
| 2023  | Haya Zark                                        | France                                           | Zarak                                            | Christophe Soumillon                             | Adrien Fouassier                                 | Odette Fau                                       | 2'11"18                                          |
| 2022  | Pretty Tiger                                     | France                                           | Sea the Moon                                     | Christophe Soumillon                             | Fabrice Vermeulen                                | Bernard Giraudon                                 | 2'06"11                                          |
| 2021  | Skalleti                                         | France                                           | Kendargent                                       | Pierre-Charles Boudot                            | Jerome Reynier                                   | Jean-Claude Seroul                               | 2'11"11                                          |
| 2020  | Simona                                           | France                                           | Siyouni                                          | Alexis Badel                                     | Francis-Henri Graffard                           | Nigel & Carolyn Elwes                            | 2'14"87                                          |
| 2019  | Soleil Marin                                     | France                                           | Kendargent                                       | Pierre-Charles Boudot                            | André Fabre                                      | Écurie Godolphin                                 | 2'17"29                                          |
| 2018  | Air Pilot                                        | Royaume-Uni                                      | Zamindar                                         | Christophe Soumillon                             | Ralph Beckett                                    | Lady Cobham                                      | 2'24"49                                          |
| 2017  | Cloth of Stars                                   | France                                           | Sea the Stars                                    | Mickaël Barzalona                                | André Fabre                                      | Écurie Godolphin                                 | 2'07"05                                          |
| 2016  | Garlingari                                       | France                                           | Linngari                                         | Stéphane Pasquier                                | Corine Barande-Barbe                             | Corine Barande-Barbe                             | 2'09"98                                          |
| 2015  | Affaire Solitaire                                | France                                           | Danehill Dancer                                  | Nicolas Perret                                   | Patrick Khozian                                  | Luigi Roveda                                     | 2'08"54                                          |
| 2014  | Norse King                                       | France                                           | Norse Dancer                                     | Alexis Badel                                     | Myriam Bollack-Badel                             | Jeff Smith                                       | 2'10"19                                          |
| 2013  | Saga Dream                                       | France                                           | Sagacity                                         | Thierry Jarnet                                   | Freddy Lemercier                                 | Freddy Lemercier                                 | 2'20"11                                          |
| 2012  | Chinchon                                         | France                                           | Marju                                            | Olivier Peslier                                  | Carlos Laffon-Parias                             | SARL Darpat France                               | 2'08"10                                          |
| 2011  | Polytechnicien                                   | France                                           | Royal Academy                                    | Olivier Peslier                                  | André Fabre                                      | Écurie Wertheimer et Frère                       | 2'10"50                                          |
| 2010  | Chinchon                                         | France                                           | Marju                                            | Christophe Soumillon                             | Carlos Laffon-Parias                             | SARL Darpat France                               | 2'16"60                                          |
| 2009  | Court Canibal                                    | France                                           | Montjeu                                          | Olivier Peslier                                  | Mikel Delzangles                                 | Marquise de Moratalla                            | 2'14"20                                          |
| 2008  | Spirit One                                       | France                                           | Anabaa Blue                                      | Christophe Soumillon                             | Philippe Demercastel                             | Bouzid Chehboub                                  | 2'12"80                                          |
| 2007  | Pearl Sky                                        | France                                           | Kahyasi                                          | Anthony Crastus                                  | Yves de Nicolay                                  | Hugh Hogg                                        | 2'13"80                                          |
| 2006  | Kendor Dine                                      | France                                           | Kendor                                           | Stéphane Pasquier                                | Yves de Nicolay                                  | Didier Kahn                                      | 2'15"60                                          |
| 2005  | Samando                                          | France                                           | Hernando                                         | Éric Legrix                                      | François Doumen                                  | Hans Wirth                                       | 2'16"40                                          |
| 2004  | Polish Summer                                    | France                                           | Polish Precedent                                 | Christophe Soumillon                             | André Fabre                                      | Écurie Khalid Abdullah                           | 2'10"70                                          |
| 2003  | Aquarelliste                                     | France                                           | Danehill                                         | Dominique Bœuf                                   | Élie Lellouche                                   | Écurie Wildenstein                               | 2'13"85                                          |
| 2002  | Jomana                                           | France                                           | Darshaan                                         | Olivier Plaçais                                  | Henri-Alex Pantall                               | Écurie Cheikh Mohammed                           | 2'14"40                                          |
| 2001  | Earlene                                          | France                                           | In the Wings                                     | Thierry Thulliez                                 | Henri-Alex Pantall                               | Écurie Cheikh Mohammed                           | 2'24"70                                          |
| 2000  | Russian Hope                                     | France                                           | Rock Hopper                                      | Goulven Toupel                                   | Henri-Alex Pantall                               | Édouard de Rothschild                            | 2'15"30                                          |
| 1999  | Barbola                                          | France                                           | Diesis                                           | Thierry Thulliez                                 | Jean de Roualle                                  | Bob McCreery                                     | 2'17"60                                          |
| 1998  | Loup Sauvage                                     | France                                           | Riverman                                         | Olivier Peslier                                  | André Fabre                                      | Écurie Wildenstein                               | 2'18"80                                          |
| 1997  | Nero Zilzal                                      | France                                           | Zilzal                                           | Olivier Peslier                                  | Élie Lellouche                                   | Osvaldo Pedroni                                  | 2'11"50                                          |
| 1996  | Gunboat Diplomacy                                | France                                           | Dominion                                         | Olivier Peslier                                  | Élie Lellouche                                   | Écurie Wildenstein                               | 2'08"60                                          |
| 1995  | Tuesday's Special                                | France                                           | Irish River                                      | Thierry Jarnet                                   | André Fabre                                      | Patrick Offenstadt                               | 2'24"70                                          |
| 1994  | Matarun                                          | France                                           | Commanche Run                                    | Olivier Peslier                                  | Henri van de Poele                               | Roland Soula                                     | 2'15"10                                          |
| 1993  | Urban Sea                                        | France                                           | Miswaki                                          | Mathieu Boutin                                   | Jean Lesbordes                                   | David Tsui                                       | 2'09"20                                          |
| 1992  | Fortune's Wheel                                  | France                                           | Law Society                                      | Mathieu Boutin                                   | Robert Collet                                    | Richard Strauss                                  | 2'13"70                                          |
| 1991  | Leariva                                          | France                                           | Irish River                                      | Alain Lequeux                                    | David Smaga                                      | Thierry van Zuylen                               | 2'18"70                                          |
| 1990  | Mansonnien                                       | France                                           | Tipmoss                                          | Dominique Bœuf                                   | Noël Pelat                                       | Madame Bernard Destremau                         | 2'07"90                                          |
| 1989  | Saint Andrews                                    | France                                           | Kenmare                                          | Alain Badel                                      | Jean-Marie Béguigné                              | Suzy Volterra                                    | 2'18"90                                          |
| 1988  | Cœur de Lion                                     | France                                           | Crystal Palace                                   | Yvonnick Claudic                                 | J. R. Lyon                                       | Richard Swift                                    | 2'25"40                                          |
| 1987  | Village Star                                     | France                                           | Moulin                                           | Dominique Regnard                                | André Fabre                                      | Tony Richards                                    | 2'10"80                                          |
| 1986  | New Target                                       | France                                           | Tap on Wood                                      | Jean-Michel Breux                                | Élie Lellouche                                   | Madame Gérard Sarfati                            |                                                  |
| 1985  | Darly                                            | France                                           | Pharly                                           | Freddy Head                                      | David Smaga                                      | Georges Blizniansky                              |                                                  |
| 1984  | Mille Balles                                     | France                                           | Mill Reef                                        | Freddy Head                                      | André Fabre                                      | Guy de Rothschild                                | 2'15"50                                          |
| 1983  | Imyar                                            | France                                           | Labus                                            | Alain Badel                                      | André Fabre                                      | Peter Baumgartner                                | 2'18"20                                          |
| 1982  | Al Nasr                                          | France                                           | Lyphard                                          | Alain Lequeux                                    | André Fabre                                      | Moufid Dabaghi                                   | 2'26"80                                          |
| 1981  | Armistice Day                                    | France                                           | Rheingold                                        | Yves Saint-Martin                                | Christian de Watrigant                           | Luis Urbano Sanabria                             | 2'19"30                                          |
| 1980  | Kamaridaan                                       | France                                           | Djakao                                           | Henri Samani                                     | François Mathet                                  | Écurie Aga Khan                                  |                                                  |
| 1979  | Tempus Fugit                                     | France                                           | Salvo                                            | P. Lallié                                        | Jean Pierre Lefevre                              | Emile Littler                                    |                                                  |
| 1978  | Pappagallo                                       |                                                  | Caro                                             |                                                  |                                                  |                                                  |                                                  |
| 1977  | Cheraw                                           |                                                  | Caro                                             |                                                  |                                                  |                                                  |                                                  |
| 1976  | Citoyen                                          |                                                  | Above Suspicion                                  |                                                  | Jean-Michel de Choubersky                        |                                                  |                                                  |
| 1975  | Course non disputée en raison de chutes de neige | Course non disputée en raison de chutes de neige | Course non disputée en raison de chutes de neige | Course non disputée en raison de chutes de neige | Course non disputée en raison de chutes de neige | Course non disputée en raison de chutes de neige | Course non disputée en raison de chutes de neige |
| 1974  | Shari                                            |                                                  | Mossborough                                      |                                                  | Jean-Michel de Choubersky                        |                                                  |                                                  |
| 1973  | Mister Sic Top                                   | France                                           | Tiffauges                                        | Max Bonaventure                                  | J.C Desaint                                      | L. Deshayes                                      |                                                  |
| 1972  | Mister Sic Top                                   | France                                           | Tiffauges                                        | Gilbert Pezeril                                  | J.C Desaint                                      | L. Deshayes                                      |                                                  |
| 1971  | Yaxilio                                          | France                                           | Exilio                                           | J. Massard                                       | Roland Rousseau                                  | Madame R. Bausson                                |                                                  |
| 1970  | Yaxilio                                          | France                                           | Exilio                                           |                                                  | Roland Rousseau                                  | Madame R. Bausson                                |                                                  |

## Vainqueurs notables
- Djebel (1941,1942) : Le champion Djebel, lauréat des Guinées à trois ans, fait sa rentrée dans le Prix Boiard à 4 et 5 ans, enchaînant les deux années avec le Prix d'Hédouville, et en, 1942 avec le Grand Prix de Saint Cloud et le Prix de l'Arc de Triomphe.
- Exbury (1963) : Exbury commence son année de quatre ans, qui sera son annus mirabilis, dans le Prix Boiard, qui lui sert de préparatoire au Prix Ganay, avant de remporter la Coronation Cup, le Grand Prix de Saint-Cloud et le Prix de l'Arc de Triomphe. Exbury donnera son nom à la course en 1969
- Urban Sea (1993) : Tombée dans le Prix Imprudence, deuxième du Prix Minerve, troisième du Prix de Diane, et enfin deuxième des E.P. Taylor Stakes à trois ans, Urban Sea remporte sa première course de groupe à quatre ans dans le Prix Exbury, elle qui finira cette année de quatre ans par une victoire dans le Prix de l'Arc de Triomphe.
- Aquarelliste (2003) : Aquarelliste, lauréate du Prix de Diane, du Prix Vermeille et du Prix Ganay remporta sa dernière victoire dans le Prix Exbury avant de ne terminer sa carrière sur une modeste neuvième place dans la Dubaï World Cup.